# Диэтазин
Диэтазин (Динезин, Dinezinum) — 10-(2-диэтиламиноэтил)-фенотиазина гидрохлорид.
Синонимы: Antipar, Casantin, Deparkin, Diethazini hydrochloridum, Diethazine hydrochloride, Diparcol, Latibon, Parkazin, Thiantan и др.
Антипаркинсоническое средство.

## Общая информация
По химическому строению динезин близок к аминазину и дипразину, частично близок к ним и по фармакологическим свойствам. Он обладает умеренной противогистаминной и ганглиоблокирующей активностью. Вызывает седативный эффект, несколько понижает основной обмен. Оказывает центральное, преимущественно н-холинолитическое, действие.
Периферическое холинолитическое действие менее выражено, чем у препаратов красавки, тропацина, циклодола и других холинолитических противопаркинсонических препаратов.
Применяют для лечения болезни Паркинсона, синдрома паркинсонизма, торсионной дистонии, нейролептических экстрапирамидных расстройств (акатизии, гиперкинезов).
Назначают внутрь (после еды) по 0,05-0,1 г начиная с 1 раза и доводя до 3-5 раз в день; суточную дозу при хорошей переносимости постепенно увеличивают до 1 грамма.
Целесообразно чередовать применение динезина с другими противопаркинсоническими препаратами.
Возможны побочные явления: сонливость, головокружение, адинамия, парестезии; в редких случаях кожная эритематозная сыпь. При выраженных побочных явлениях уменьшают дозу или отменяют препарат.
При работе с препаратом необходимо принимать меры, исключающие попадание порошка и растворов на кожу и слизистые оболочки (см. Аминазин).

## Противопоказания
Противопоказан при нарушениях функции печени и почек, при выраженном атеросклерозе и нарушении мозгового кровообращения.

## Физические свойства
Белый кристаллический порошок. Легко растворим в воде и спирте. На свету препарат и его растворы приобретают розовую окраску.

## Форма выпуска
Форма выпуска: таблетки по 0,05 и 0,01 г, покрытые оболочкой зелёного цвета (Tabulettae Dinezini obductae), в упаковке по 50 штук.

## Хранение
Хранение: список Б — в сухом, защищённом от света месте.